# Sahastata ashapuriae
Sahastata ashapuriae är en spindelart som beskrevs av Patel 1978. Sahastata ashapuriae ingår i släktet Sahastata och familjen Filistatidae. Inga underarter finns listade i Catalogue of Life.